# 極真大山空手
極真大山空手 極真会大山道場（きょくしんおおやまからて きょくしんかいおおやまどうじょう）は、大山倍達によって開設された極真会館・関西本部（当時）を一旦解散し、後援者の協力により再生させた空手道場。

## 設立趣旨
1994年（平成6年）4月に極真会館創始者・大山倍達が逝去された後の分裂騒動の中で、大山総裁が作り上げた極真空手を何とか原形のままで残そうと、大山家の長女である大山留壹琴（おおやまるいこ）が、1995年（平成7年）9月に設立。

## 概要
1994年4月26日、父大山倍達が死去した夜から「乗っ取り」が起きた（→極真会館#分裂騒動）。
その後、本部道場には「乗っ取り派」におくりこまれた松井章圭が、遺族による再三の立ち退き要求等も無視して居座り、空手の指導内容を自分の形に変更した。
その結果、大山倍達の空手を正確に伝える道場がないという事態となった。
大山留壹琴らは考えた末に意を決して、大阪の地に大山倍達の空手を伝える道場を開いた。
この「キョクシン大山カラテ」の由来は、1978年（昭和53年）10月4日、大阪市福島区福島1丁目に極真会館関西本部（本部直轄大阪道場）が近畿地区唯一の極真会館の道場として、また、大山倍達の国内2つ目の道場（1つ目は東京池袋の本部道場）として開設されて以来、道場ポスターその他のキャッチフレーズとして使ってきたもの（雑誌『キョクシン大山カラテ』創刊号より抜粋）。

## 運営・指導
- 館長・大山留壹琴（故人）
- 師範・津浦伸彦
- 師範代・中山譲治